# Legoksari (Darangdan)
Legoksari is een bestuurslaag in het regentschap Purwakarta van de provincie West-Java, Indonesië. Legoksari telt 1909 inwoners (volkstelling 2010).